# Boschetti (famiglia)
I Boschetti (Buschetti o Boschetto) furono una nobile famiglia modenese.
Capostipite fu Gherardo (XII secolo), che sposò Adelasia, forse figlia del conte Ugo di Sabbioneta. Da Albertino III Boschetti (XV secolo) derivò la linea comitale dei conti di San Cesario.

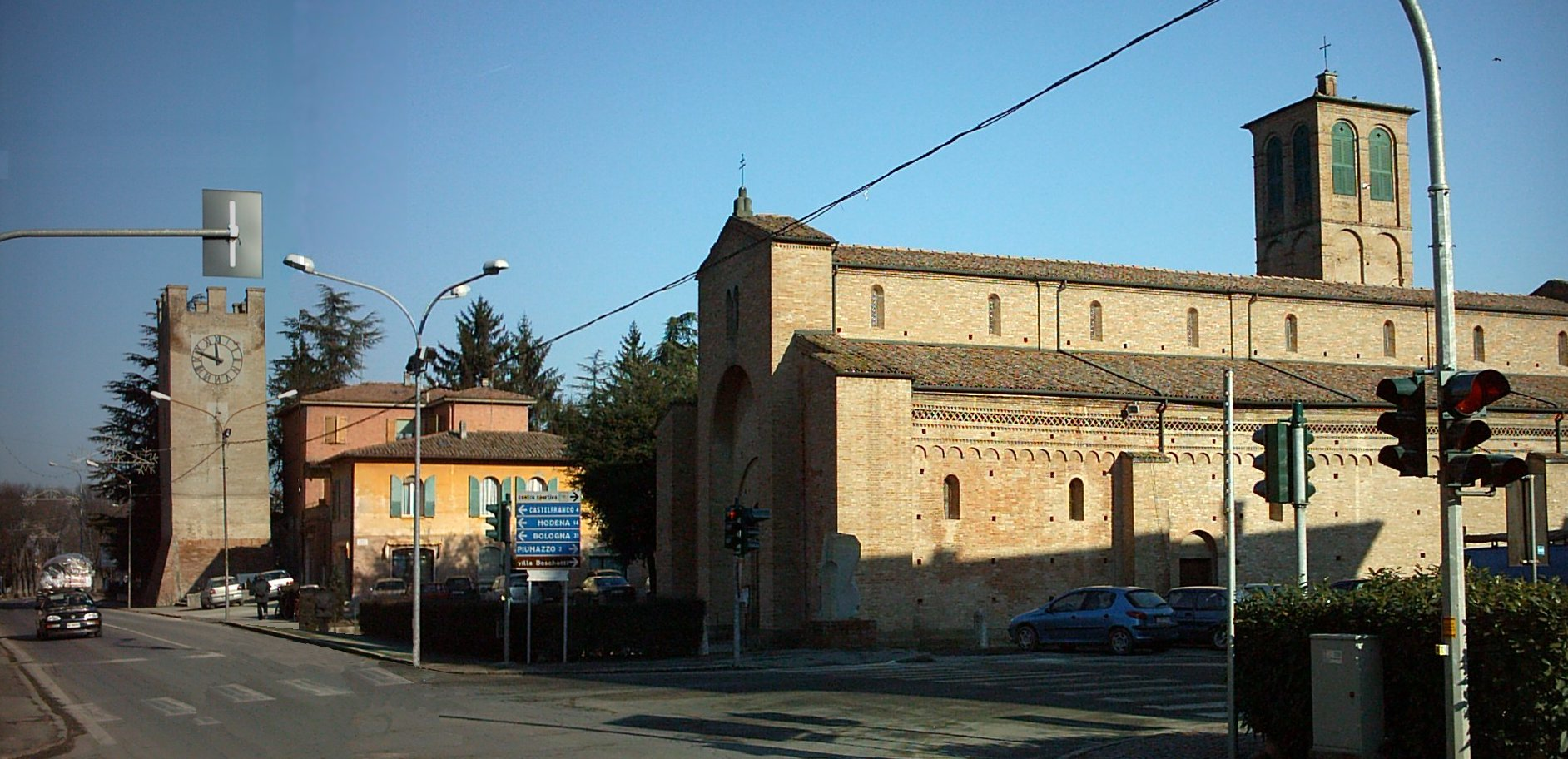
San Cesario sul Panaro

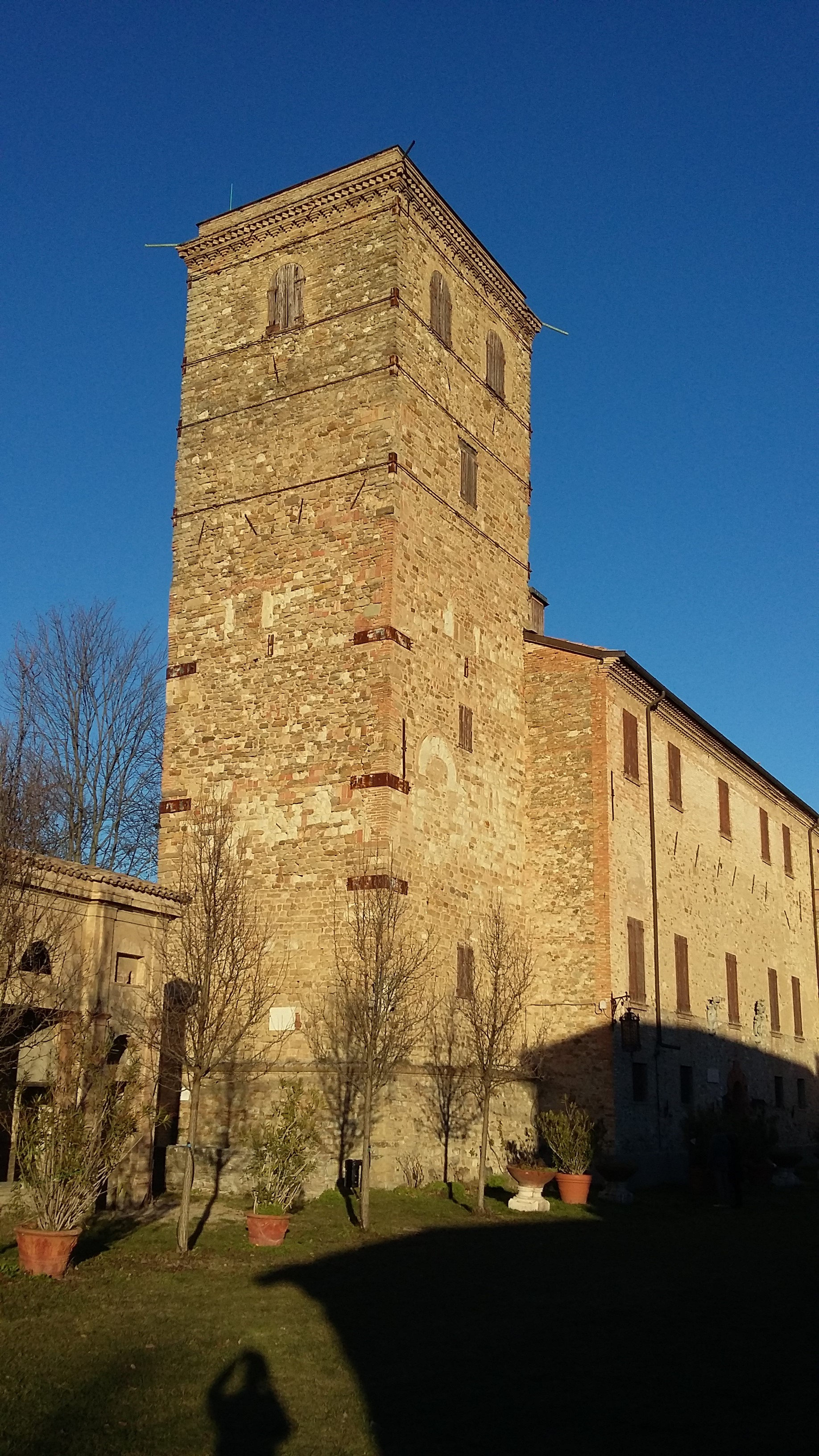
Il mastio del castello di Montegibbio.

## Esponenti illustri
- Beato Alberto Boschetti (?-1264), vescovo di Modena[1]
- Gherardo Boschetti (?-1285), capitano del popolo di Parma, Perugia e Bologna
- Filippo Boschetti (?-1290), vescovo di Modena, offrì la signoria della città agli Estensi.
- Corrado Boschetti (?-1301), capitano del popolo di Reggio
- Bonadamo Boschetti (?-1313), vescovo di Modena
- Albertino I Boschetti (XIV secolo), fece edificare il castello di San Cesario nel 1368
- Albertino II Boschetti (?-1428), patrizio di Modena, signore di San Cesario investito dal papa il 26 marzo 1404[2]
- Roberto Boschetti (1472-1529), condottiero
- Gianfrancesco Boschetti (1479-1557), capitano di Lodovico il Moro, comandante dell'esercito del duca Alfonso I d'Este, commissario generale in Garfagnana
- Albertino III Boschetti (XV secolo), patrizio di Modena, signore e conte di San Cesario investito da Leonello d'Este il 28 maggio 1446
- Albertino V Boschetti (1450-1506), condottiero
- Giacomo Boschetti (1471-1509), condottiero
- Isabella Boschetti (1502-1560), nobildonna, amante del duca di Mantova Federico II Gonzaga
- Baldassarre Boschetti (1542-1581), condottiero, capitano di Carlo IX di Francia e governatore militare di Avignone
- Paolo Emilio Boschetti (1546?-1612), conte palatino, cavaliere dell'Ordine di San Michele
- Pier Conte Buschetti (XVII secolo), Governatore del Ducato d’Aosta
- Baldassarre Boschetti (XVIII secolo), segretario di lettere del duca Rinaldo d'Este
- Luigi Boschetti (1775-1855), matematico

## Possedimenti
- Villa Boschetti, San Cesario sul Panaro. Fu il palazzo feudale dei conti Boschetti, edificato nel XV secolo e trasformato in villa nel secolo successivo.
- Villa Freto, Modena. Fu residenza di un ramo patriziale della famiglia fino a inizi Novecento.
- Castello di Montegibbio, frazione di Sassuolo, nel Seicento, fu feudo del ramo marchionale della famiglia.[3]